# اسلام در تونگا
در میان جمعیت حدود ۱۰۸۰۰۰ نفری در تونگا حدود ۴۷ مسلمان شمارش شده‌اند. مسلمانان در تلاش برای جذب کمک از عربستان و قطر برای احداث مراکز اسلامی هستند.